# Mapleshade Records
Mapleshade Records war ein US-amerikanisches Jazz- und Blues Plattenlabel, das 1989 gegründet wurde und bis Mitte der 2000er-Jahre aktiv war.
Mapleshade Records wurde 1989 von Pierre Sprey (1937–2021), einem früheren Luft- und Raumfahrttechniker gegründet, der schon 1986 begonnen hatte, Schallplatten einzuspielen. Das Label hatte seinen Sitz in  Upper Marlboro (Maryland); 1995 wurde noch das Schwesterlabel Wildchild Records geschaffen. Mapleshade begann mit der Veröffentlichung von R&B und Bluesmusik, wie von Sunnyland Slim. Auf dem Label erschienen die Aufnahmen von Künstlern wie Chris Anderson, Dave Bargeron, Gary Bartz, Keter Betts, Hamiet Bluiett, Walter Booker, Walter Davis Jr., Santi Debriano, Mary Ann Driscoll, Frank Foster, Thurman Green, John Hicks, Shirley Horn, Jack Jeffers, Clifford Jordan, Raphe Malik, Paul Murphy, Ted Nash, John Purcell, Warren Smith und Larry Willis (Sanctuary, 2003). Willis fungierte auch als musikalischer Leiter des Labels.